# Tumble
Tumble (walesiska: Y Tymbl) är en ort i Storbritannien.   Den ligger i kommunen Carmarthenshire och riksdelen Wales, i den södra delen av landet, 280 km väster om huvudstaden London. Tumble ligger 197 meter över havet och antalet invånare är 4 040.
Terrängen runt Tumble är kuperad åt sydost, men åt nordväst är den platt. Tumble ligger uppe på en höjd. Runt Tumble är det ganska tätbefolkat, med 100 invånare per kvadratkilometer. Närmaste större samhälle är Llanelli, 11,8 km söder om Tumble. Trakten runt Tumble består i huvudsak av gräsmarker.